# Geotagging
Geotagging (também conhecido como Geo-marca) é o processo de adicionar metadados de identificação geográfica para vários meios de comunicação marcados geograficamente como fotografias ou vídeo, sites, mensagens SMS, Código QR ou feeds de RSS e é uma forma de metadados geoespaciais.